# Royal Ordnance L7

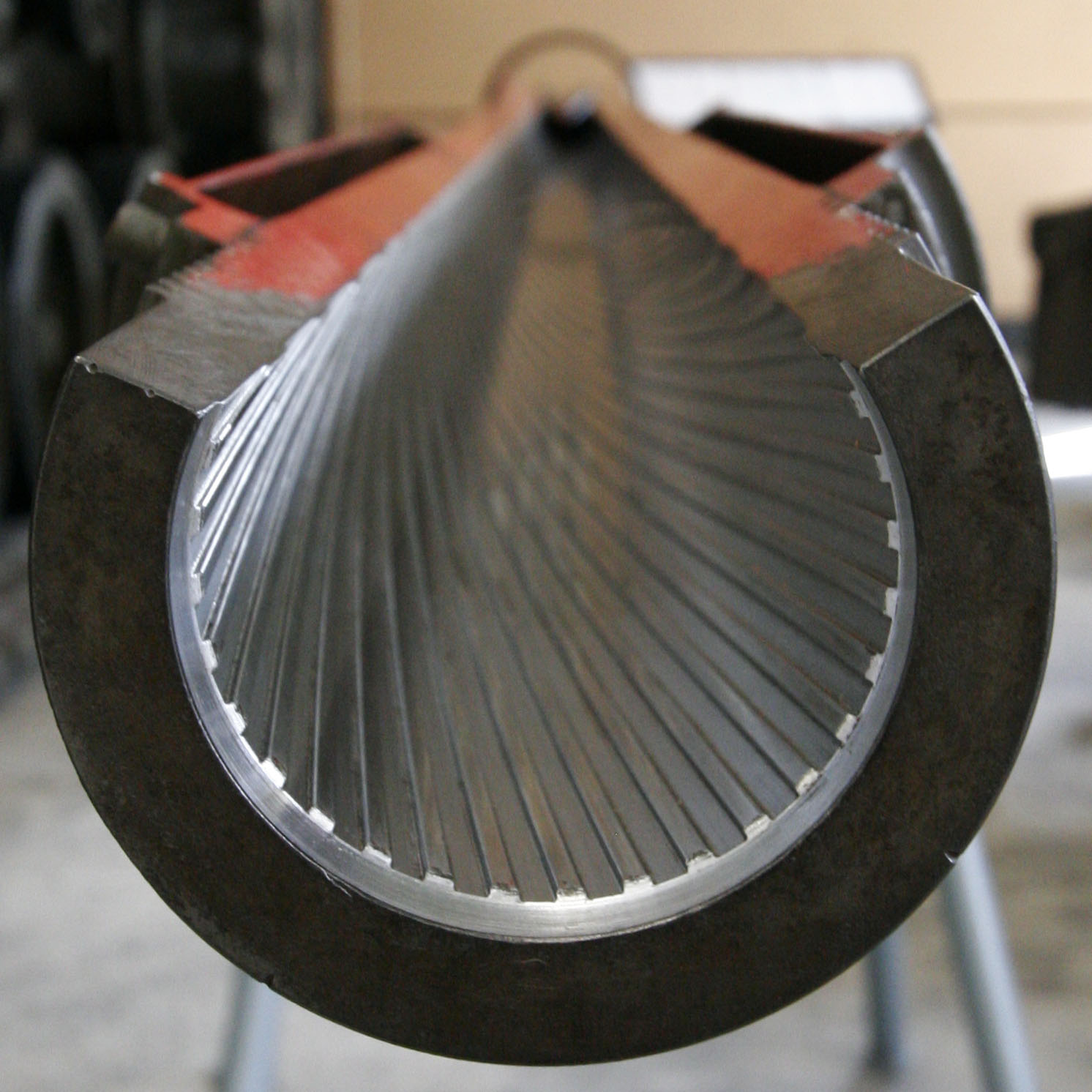
Разрез пушки L7 на стенде в Немецком танковом музее

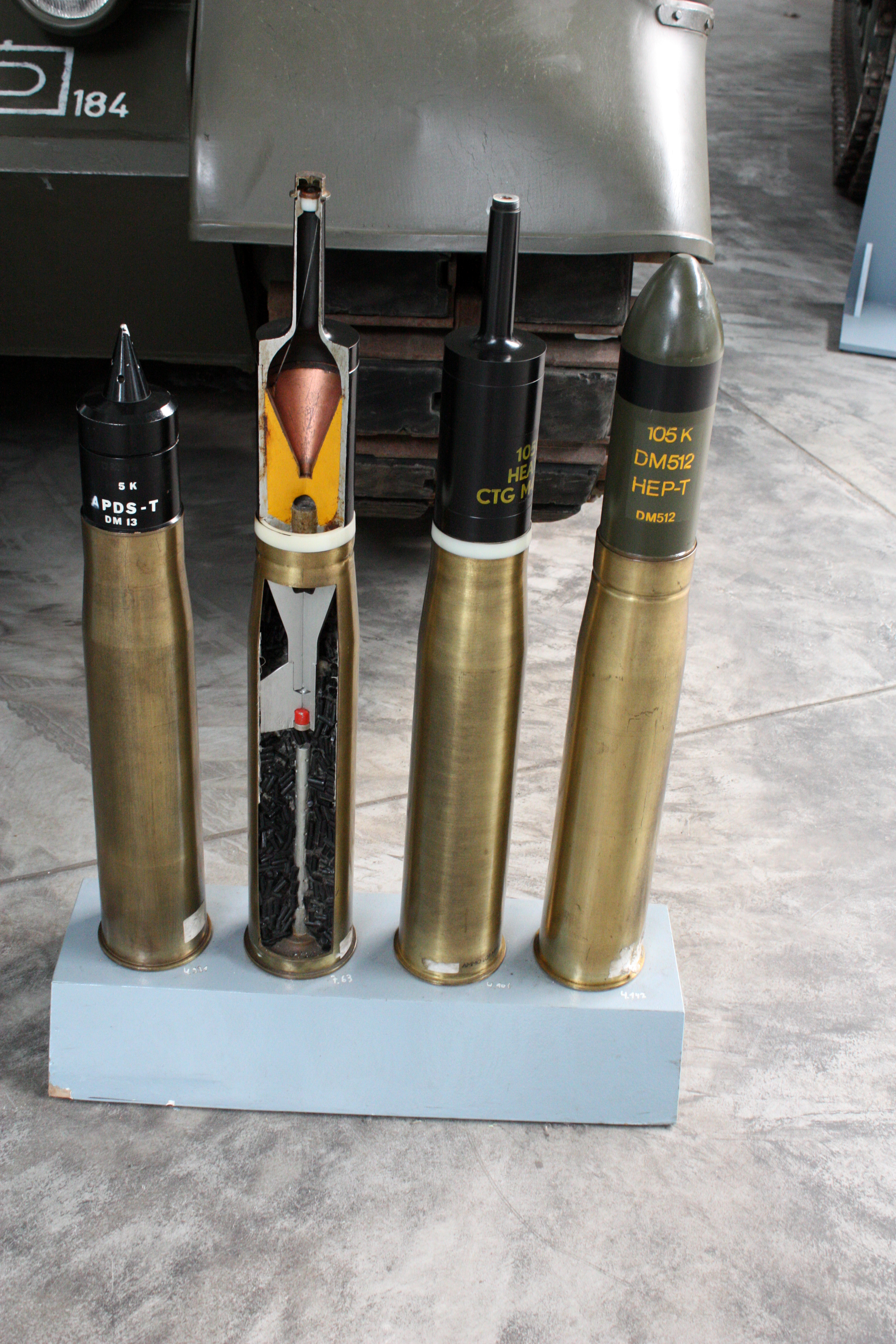
Боекомплект танка «Леопард 1» в составе 105-мм выстрелов пушки L7A3 (слева направо): APDS-T, HEAT, HESH/HEP. Танковый музей Мюнстер, Германия.

Royal Ordnance L7 — базовая модель британской нарезной танковой пушки калибра 105 мм.
Была разработана Королевским научно-производственным объединением вооружения и производилась Ноттингемской королевской оружейной фабрикой. Предназначена для замены 20-фунтового (84 мм) орудия танка Centurion.
Пушка проекта L7 была настолько успешной, что ей были вооружены не только послевоенные танки в Великобритании, но и почти повсеместно на Западе. L7 стала популярным вооружением и продолжала использоваться даже после того, как была заменена на 120 мм нарезную танковую пушку L11, на некоторых «Центурионах», действовавших как артиллерийское передовое наблюдение. L7 и её модификации являются стандартным вооружением для многих танков, разработанных во времена Холодной войны.

## История
Работы над L7 начались в начале 1950-х годов. Во время венгерской революции 1956 года средний советский танк Т-54А был доставлен восставшими венграми на территорию британского посольства в Будапеште. После краткого осмотра брони этого танка и его 100-мм пушки, британские чиновники решили, что 20-фунтовых орудий, судя по всему, для победы над ним недостаточно. Поэтому появилась необходимость принять на вооружение 105-мм пушку.
L7 была специально разработана, чтобы вписаться в башню от 20-фунтовок. Это позволило бы вставить орудие с минимальными изменениями, а следовательно, создание могло быть ускорено в более короткие сроки и с меньшими затратами.
Испытания орудия начались в 1959 году. Первым танком, оснащенным L7, стал «Центурион» Mark 7 в 1959 году. С 1959 года все существующие «Центурионы» вооружены только этим орудием, а само оно было запущено в производство. Впоследствии L7 приняли на вооружение множество стран, но в первую очередь Германия (Leopard 1, для которого изготовили вариант L7A3), Япония (Тип 74, производившийся фирмой Japan Steel Works), Швеция (Stridsvagn 103 с L74), Индия (Т-55А) и США (M60 и ранние версии M1 Abrams с M68). Кроме того, некоторые страны использовали орудие, чтобы улучшить огневую мощь существующих основных боевых танков.

## Тактико-технические характеристики
- Калибр: 105 мм
- Снаряд: 105×607 mm R, 105×617 mm R
- Длина ствола: 52 калибра
- Масса пушки: 1282 кг
- Полная длина: 5,89 м
- Темп стрельбы: до 10 выстрелов в минуту

### Типы боеприпасов
- Бронебойный подкалиберный с отделяемым поддоном (APDS)
- Снаряд для действия по танкоопасной живой силе (APERS-T, «Anti-personnel-tracer»)
- Бронебойный оперённый подкалиберный (APFSDS): 1475 м/с
- Картечный
- Холостой
- Осколочно-фугасный (HE): 1174 м/с
- Кумулятивный (HEAT)
- Бронебойно-фугасный (HESH): 737 м/с
- Дымовой, снаряженный белым фосфором
- Практический
- Практический с отделяемым поддоном

## Варианты

### L7A1
Стандартный британский вариант пушки.

### L7A3
Модификация пушки для Западной Германии, разработана для танка Leopard 1. Верхний задний угол казённой части уменьшен в размерах, благодаря этому пушка может быть опущена ниже, чем ранее, не задев крышу башни.

### L74
Шведский вариант, был создан для установки в танки Strv 103. Выпускался фирмой Bofors и имел длину ствола 62 калибра (6,51 м).

### M68
Создан в США для ОБТ M60. Имел круглый затвор с вертикальным скольжением. Также использовался на M1 Abrams вплоть до замены его на M256.

### M68T
Турецкий вариант M68 для перевооружения танков M48, ранее имевших 90 мм орудие.

### M68A1E4
Вариант США от M68, предназначенный для использования на машине огневой поддержки М1128 MGS Stryker, будучи оснащенным автоматом заряжания.

### KM68A1
Корейский вариант пушки M68. Использовался на M48A5K и K1.

### /Type 79/81/83
Китайская копия L7, направленная в Австрию.

### FM К.4 Modelo 1L
Аргентинский вариант, производившийся Fabricaciones Militares (DGFM) и использовавшийся на среднем танке ТАМ.

## Конструкция
Казённая часть имеет горизонтально-раздвижной затвор для заряжания. Отдача орудия около 29 см для большинства вариантов. Автоматическое открывание затвора и извлечение пустой гильзы происходит при возврате от положения полной отдачи. Ствол L7 оснащен эжектором газов, расположенным по длине примерно на середине. Эжектор имеет эксцентрическую форму, что служит отличительной особенностью этой модели.

## Использование
- Centurion (начиная с модификации Mk. 7, также устанавливались в  израильские Shot)
- Engesa EE-T1 Osório
- Leopard 1
- M1 Abrams (устанавливались до принятия на вооружения лицензионной копии M256)
- M47 Patton (в более поздних модификациях)
- M48 Patton (Устанавливались начиная с модификации М48А5, также в  израильские Magach-3)
- M60
- M1128 MGS Stryker
- K1
- Merkava (в модификациях I и II)
- OF-40
- Olifant (используется копия орудия под названием 105 mm GT7)
- Pz 61 и Pz 68
- Stingray
- T-54 (Устанавливались в  израильские Tiran-5)
- Т-55 ( Египетский T-55Е Рамзес II)
- / TAM
- Type 74
- Vickers MBT
- / Vijayanta
- Strv 103
- Type 59 (Устанавливаются с модификации Type 59-II (WZ-120B))
- Type 79
- Type 85 (Устанавливались с модификации Type 85-I до Type 85-IIA)
- Type 80
- Type 88